# Плотнікови
Пло́тнікови (рос. Плотниковы) — присілок у складі Верхньокамського району Кіровської області, Росія. Входить до складу Кірсинського міського поселення.

## Населення
Населення становить 55 осіб (2010, 60 у 2002).
Національний склад станом на 2002 рік — росіяни 95 %.

## Історія
Присілок був заснований 1832 року переселенцем із Орловської губернії Матвієм Плотніковим. Тут вівся видобуток глини для Пісковського чавуноплавильного заводу. Станом на 1926 рік у присілку мешкало 122 особи.